# Gottlieb Haase
Gottlieb Haase (Halberstadt, 1765 – 1824) was een Duits-Oostenrijks boekdrukker en -handelaar.

## Biografie
Nadat Haase de boekdrukkunst heeft geleerd, werkte hij in verschillende plaatsen, tot hij in Praag een boekdrukwinkeltje opende. In 1800 trouwde hij met de dochter van Widtmann, een boekhandelaar. Daardoor ontstond geld, waarmee Gottlieb Haase een drukkerij met twee persen kon kopen. Door zijn vele werk kon Haase de drukkerij uitbreiden tot 18 persen. In de loop der tijd combineerde hij het boekdrukken met papierhandel, een steendrukkerij en een lettergieterij. Dat zorgde voor goed werk voor zijn zonen Ludwig Haase en Andreas Haase na de dood van hun vader. Vanaf 1831 gingen de broers Gottlieb Haase en Rudolph Haase meewerken in de drukkerij; het bedrijf kreeg de naam Gottlieb Haase Söhne. Gottlieb Haase jr. heeft ook leren boekdrukken; Rudolph daarentegen had rechten gestudeerd. Het bedrijf behoorde tot de succesvolste boekdrukkerijen in Oostenrijk. Het was verdeeld in vijf onderafdelingen en telde in 1879 circa 700 werknemers. Op 1 januari 1872 werd het bedrijf hernoemd naar naamloze vennootschap Bohemia.